# Scathophaga pubescens
Scathophaga pubescens är en tvåvingeart som först beskrevs av Szilady 1926.  Scathophaga pubescens ingår i släktet Scathophaga och familjen kolvflugor.
Artens utbredningsområde är Ungern. Inga underarter finns listade i Catalogue of Life.